# Gaia Maris
Gaia Maris (Trento, 5 dicembre 2001) è una rugbista a 15 italiana, pilone del Valsugana.

## Biografia
Formatasi nel Rugby Trento fin dall'età di 9 anni, passò per Verona e Villorba prima di approdare nel 2019 al Valsugana, con il quale debuttò in serie A.
Nel club padovano Maris si mise ben presto in luce e, nel 2021, fu convocata in nazionale in occasione del Sei Nazioni, debuttando a Parma contro l'Inghilterra, prima giocatrice della sua regione a rappresentare l'Italia del rugby al femminile.
Nel 2022 si aggiudicò lo scudetto con Valsugana e la convocazione alla Coppa del Mondo 2021; nella stagione 2022-23 fu ingaggiata in Inghilterra dalla squadra femminile del londinese Wasps, ma la messa in liquidazione del club e la chiusura del suo settore professionistico lasciarono le giocatrici senza squadra e libere di ricollocarsi altrove; Maris trovò ingaggio in Francia al Romagnat, nei pressi di Clermont-Ferrand.
Con il club gialloazzurro giunse alla finale di campionato persa contro Bordeaux, per poi tornare in Italia al Valsugana.
Nel 2025 ha ricevuto la convocazione per la Coppa del Mondo in Inghilterra, la sua seconda consecutiva.

## Palmarès
- Campionati italiani: 2
Valsugana: 2021-22, 2022-23